# Edward Clear
Edward Clear (Saint Louis, 15 maggio 1944) è un ex calciatore statunitense, di ruolo centrocampista.

## Carriera

### Club
Nel 1966 è al St. Louis White Star, con cui vince nel 1966 la Missouri State Professional Open Cup e l'Amateur Cup.
Segue nell'estate 1967 George Mihaljevic, suo allenatore ai White Star, al St. Louis Stars. Con gli Stars, pur non giocando alcun incontro, ottenne il secondo posto della Western Division della NPSL, non qualificandosi per la finale della competizione. Nel 1968 partecipa, sempre nelle file degli Stars, alla prima edizione della NASL, ottenendo il terzo posto della Gulf Division. Con gli Stars scende in campo in 11 occasioni.
Rimane in forza agli Stars sino al 1969.

### Nazionale
Clear ha giocato cinque incontri con la nazionale statunitense, tutti nel 1968.

#### Cronologia presenze e reti in Nazionale
| Cronologia completa delle presenze e delle reti in nazionale ― Stati Uniti | Cronologia completa delle presenze e delle reti in nazionale ― Stati Uniti | Cronologia completa delle presenze e delle reti in nazionale ― Stati Uniti | Cronologia completa delle presenze e delle reti in nazionale ― Stati Uniti | Cronologia completa delle presenze e delle reti in nazionale ― Stati Uniti | Cronologia completa delle presenze e delle reti in nazionale ― Stati Uniti | Cronologia completa delle presenze e delle reti in nazionale ― Stati Uniti | Cronologia completa delle presenze e delle reti in nazionale ― Stati Uniti |
| Data                                                                       | Città                                                                      | In casa                                                                    | Risultato                                                                  | Ospiti                                                                     | Competizione                                                               | Reti                                                                       | Note                                                                       |
| -------------------------------------------------------------------------- | -------------------------------------------------------------------------- | -------------------------------------------------------------------------- | -------------------------------------------------------------------------- | -------------------------------------------------------------------------- | -------------------------------------------------------------------------- | -------------------------------------------------------------------------- | -------------------------------------------------------------------------- |
| 15-9-1968                                                                  | New York                                                                   | Stati Uniti                                                                | 3 – 3                                                                      | Israele                                                                    | Amichevole                                                                 | -                                                                          | Uscita                                                                     |
| 25-9-1968                                                                  | Filadelfia                                                                 | Stati Uniti                                                                | 0 – 4                                                                      | Israele                                                                    | Amichevole                                                                 | -                                                                          | Uscita                                                                     |
| 17-10-1968                                                                 | Toronto                                                                    | Canada                                                                     | 4 – 2                                                                      | Stati Uniti                                                                | Qual. Mondiali 1970                                                        | -                                                                          |                                                                            |
| 21-10-1968                                                                 | Port-au-Prince                                                             | Haiti                                                                      | 3 – 6                                                                      | Stati Uniti                                                                | Amichevole                                                                 | -                                                                          |                                                                            |
| 27-10-1968                                                                 | Atlanta                                                                    | Stati Uniti                                                                | 1 – 0                                                                      | Canada                                                                     | Qual. Mondiali 1970                                                        | -                                                                          | Ingresso                                                                   |
| Totale                                                                     |                                                                            | Presenze                                                                   | 5                                                                          |                                                                            | Reti                                                                       | 0                                                                          |                                                                            |

## Palmarès

### Calciatore
- Missouri State Professional Open Cup: 1

St. Louis White Star: 1966
- Amateur Cup: 1

St. Louis White Star: 1966